# Paul Hardcastle (album)
| Recensione | Giudizio |
| ---------- | -------- |
| All Music  | [ 1 ]    |

Paul Hardcastle è l'album di debutto eponimo, pubblicato nel 1985, dell'artista inglese di musica crossover jazz.
Ebbe un enorme successo commerciale, grazie soprattutto ai singoli 19 e Don't Waste My Time.

## Tracce
Testi e musiche di Paul Hardcastle tranne dove indicato.
1. In the Beginning – 2:04
2. 19 – 6:19 (Paul Hardcastle, Jonas McCor, William Coutourie, Mike Oldfield)
3. King Tut – 3:57
4. Don't Waste My Time – 4:30
5. Central Park – 4:02
6. Just for Money – 5:08 (Paul Hardcastle, Kim Fuller)
7. Moonhopper – 4:18
8. Better – 2:58
9. Strollin' – 3:32
10. Rainforest – 7:26

## Classifiche
| Classifica (1985)     | Posizione |
| --------------------- | --------- |
| Official Albums Chart | #53       |

## Musicisti
- Paul Hardcastle: Tutti gli strumenti.
- Carol Kenyon: Voce in 19, Just for Money e Don't Waste My Time.
- Gary Barnacle: Sassofono in Central Park.
- Bob Hoskins e Laurence Olivier: Dialoghi in Just for Money.